# Cecilia Kristensen
Cecilia Kristensen, född 21 december 1984, är en svensk fotomodell.
Kristensen har tävlat i flera internationella skönhetstävlingar.
Hon har deltagit i Miss Scandinavia 2003 , Miss World 2004 (Sverigefinal) , Miss Pearl of the World 2005 (4:e plats)
Miss International 2005 (topp 15), Top Model Denmark 2006, Miss Liberty Queen 2006 (5:e plats), Miss European Cities 2006 (trea), Miss Europe 2006, Miss Earth 2006, Miss Sweden 2007, Miss Tourism Queen International 2007 (Miss press), Miss Hawaiian Tropic Norway 2008, Miss EM 2008 (4:e plats) samt Miss Pearl of Europe (4:e plats). Sedan 2010 jobbar hon som konstnär i Norge och äger galleriet Art of Oslo. Hon har haft sin konst utställd på Norska National Theatret & Aker brygge.